# Rácz Pál (plébános)
Rácz Pál (1824. január 24. – Nagybánya, 1900. január 21.) római katolikus plébános, steinbachi címzetes prépost és szentszéki ülnök.

## Élete
Bölcseleti és teológiai tanulmányait a szatmárnémeti papnevelő intézetben végezte, 1847-ben szentelték pappá. Segédlelkész volt 1847. április 3-tól Beregszászon, Tiszaújlakon, Szatmárt, ahol 1850-től gimnáziumi tanár, 1855-től adminisztrátor Józsefházán, 1858-ban Csomaközön, 1871-ben alesperes a nagykárolyi kerületben és plébános Fehérgyarmaton. 1876-tól szentszéki ülnök, 1882-től nagybányai plébános, 1888-ban steinbachi prépost, 1889-ban Nagybánya kerületi alesperes, 1891-ben zsinati vizsgáló.
Német imakönyvet adott ki 1872-ben névtelenül.